# Davenport (Oklahoma)
Davenport és un poble dels Estats Units a l'estat d'Oklahoma. Segons el cens del 2000 tenia 881 habitants.

## Demografia
Segons el cens del 2000, Davenport tenia 881 habitants, 353 habitatges, i 261 famílies. La densitat de població era de 419,9 habitants per km².
Dels 353 habitatges en un 33,4% hi vivien nens de menys de 18 anys, en un 58,4% hi vivien parelles casades, en un 10,2% dones solteres, i en un 25,8% no eren unitats familiars. En el 22,7% dels habitatges hi vivien persones soles el 10,8% de les quals corresponia a persones de 65 anys o més que vivien soles. El nombre mitjà de persones vivint en cada habitatge era de 2,5 i el nombre mitjà de persones que vivien en cada família era de 2,91.
Per edats la població es repartia de la següent manera: un 27,7% tenia menys de 18 anys, un 9,3% entre 18 i 24, un 27,9% entre 25 i 44, un 18,4% de 45 a 60 i un 16,7% 65 anys o més.
L'edat mediana era de 34 anys. Per cada 100 dones de 18 o més anys hi havia 85,2 homes.
La renda mediana per habitatge era de 24.205 $ i la renda mediana per família de 30.329 $. Els homes tenien una renda mediana de 25.972 $ mentre que les dones 19.091 $. La renda per capita de la població era de 12.438 $. Entorn del 19,5% de les famílies i el 23,9% de la població estaven per davall del llindar de pobresa.

## Poblacions més properes
El següent diagrama mostra les poblacions més properes.